# Río Grande (Portoryko)
Río Grande – miasto w Portoryko; w aglomeracji San Juan; 46 300 mieszkańców (2006). Jest siedzibą gminy Río Grande.